# Die Verkommenen
Die Verkommenen (Originaltitel: Morianerna) ist ein schwedischer Spielfilm aus dem Jahr 1965 von Arne Mattsson. Das Drehbuch verfasste Per Wahlöö zusammen mit dem Regisseur. Es basiert auf dem gleichnamigen Roman von Jan Ekström. Die Hauptrollen sind mit Anders Henrikson und Eva Dahlbeck besetzt. Seine Premiere hatte der Film am 16. August 1965 in Schweden. In der Bundesrepublik Deutschland konnte man das Werk erstmals am 6. Mai 1966 auf der Leinwand sehen. 

## Handlung
Der kurz vor Vollendung des 80. Lebensjahres stehende Verner Vade ist ein geiziger und sadistischer Millionär. Die Mitbewohner in seiner großen Villa sind seine halb so alte Frau Anna, die gemeinsame 20-jährige Tochter Monica, eine Studentin mit starkem Willen, deren Verlobter Jonas, Annas Schwester Agda, deren Mann Bengt, ein Rechtsanwalt mit zweifelhafter Moral, Bengt und Agdas Tochter Lisa, die eine krankhafte Neigung zum Morbiden hat, das 19-jährige Dienstmädchen Rita und Annas Neffe Boris, ein Schmarotzer, der sich von dämonischen Stimmen verfolgt glaubt. Das Dienstmädchen muss immer mal wieder gegen Bares die sexuellen Wünsche ihres Arbeitgebers erfüllen. Dessen Gattin ist ihm aber auch nicht treu; sie betrügt ihn mit dem in der Nachbarschaft wohnenden Architekten Ragnar. Bengt arbeitet in der Firma seines Schwagers. Als ihn dieser der Unterschlagung verdächtigt, droht er ihm mit dem Rauswurf.
So unterschiedlich die Hausbewohner auch sein mögen, so eint sie doch der Hass auf den Alten. An seinem runden Geburtstag gelingt es ihnen, den Verhassten zu ermorden, nachdem ein früherer Tötungsversuch kläglich gescheitert war. Damit scheint nun der Weg zu der begehrten Erbschaft frei zu sein. Jetzt aber kommt die Polizei ins Spiel: Unter der Leitung des Inspektors Durell haben die Ordnungshüter keine größeren Probleme, den Fall zu lösen. 

## Kritik
Das Lexikon des internationalen Films zieht folgendes Fazit: „Ehebruch, Unterschlagung, Schikane und Mord in einem schwedischen Familienroman. Arge Kolportage mit immerhin bildlichen Qualitäten – nach einem Buch des später zu Ruhm gelangten Krimiautors Wahlöö.“ Der Evangelische Film-Beobachter gelangt zu einer ähnlichen Einschätzung: „Ein […] Film des schwedischen ‚Sex-and-crime‘-Spezialisten Arne Mattsson um eine geschlechtlich morbide Familie und zwei Morde. Trotz hervorragender Darsteller und einer artifiziellen Kamera: abstoßend und widerlich.“

## Quelle
- Programm zum Film: Illustrierte Film-Bühne, Verlag FILM-BÜHNE GmbH, München, Nummer 2681